# Mordellina infima
Mordellina infima är en skalbaggsart som först beskrevs av Leconte 1862.  Mordellina infima ingår i släktet Mordellina och familjen tornbaggar. Inga underarter finns listade i Catalogue of Life.